# Акдавлетов, Амангельды Бикешевич
Амангельды Бикешевич Акдавлетов — советский хозяйственный, государственный и политический деятель.

## Биография
Родился в 1942 году в селе Белоглинка. Член КПСС с 1979 года.
С 1959 года — на хозяйственной, общественной и политической работе. В 1959—2005 гг. — тракторист Карабалыкской сельскохозяйственной опытной станции Кустанайской области, в рядах Советской Армии, инструктор-методист по производственной гимнастике, тракторист, бригадир, заведующая отделом первичного семеноводства Карабалыкской сельскохозяйственной опытной станции Комсомольского района Кустанайской области Казахской ССР.
Указами Президиума Верховного Совета СССР от 14 февраля 1975 года и от 12 апреля 1979 года награждён орденами Трудовой Славы 3-й и 2-й степеней.
Указом Президиума Верховного Совета СССР от 7 июля 1986 года награждён орденом Трудовой Славы 1-й степени.
Избирался депутатом Верховного Совета Казахской ССР 11-го созыва.
За большой личный вклад в получение высоких и устойчивых урожаев зерновых и кормовых культур, внедрение интенсивных технологий их возделывания был в составе коллектива удостоен Государственной премии СССР за выдающиеся достижения в труде 1987 года.
Живёт в селе Научное Карабалыкского района.